# 克伦族

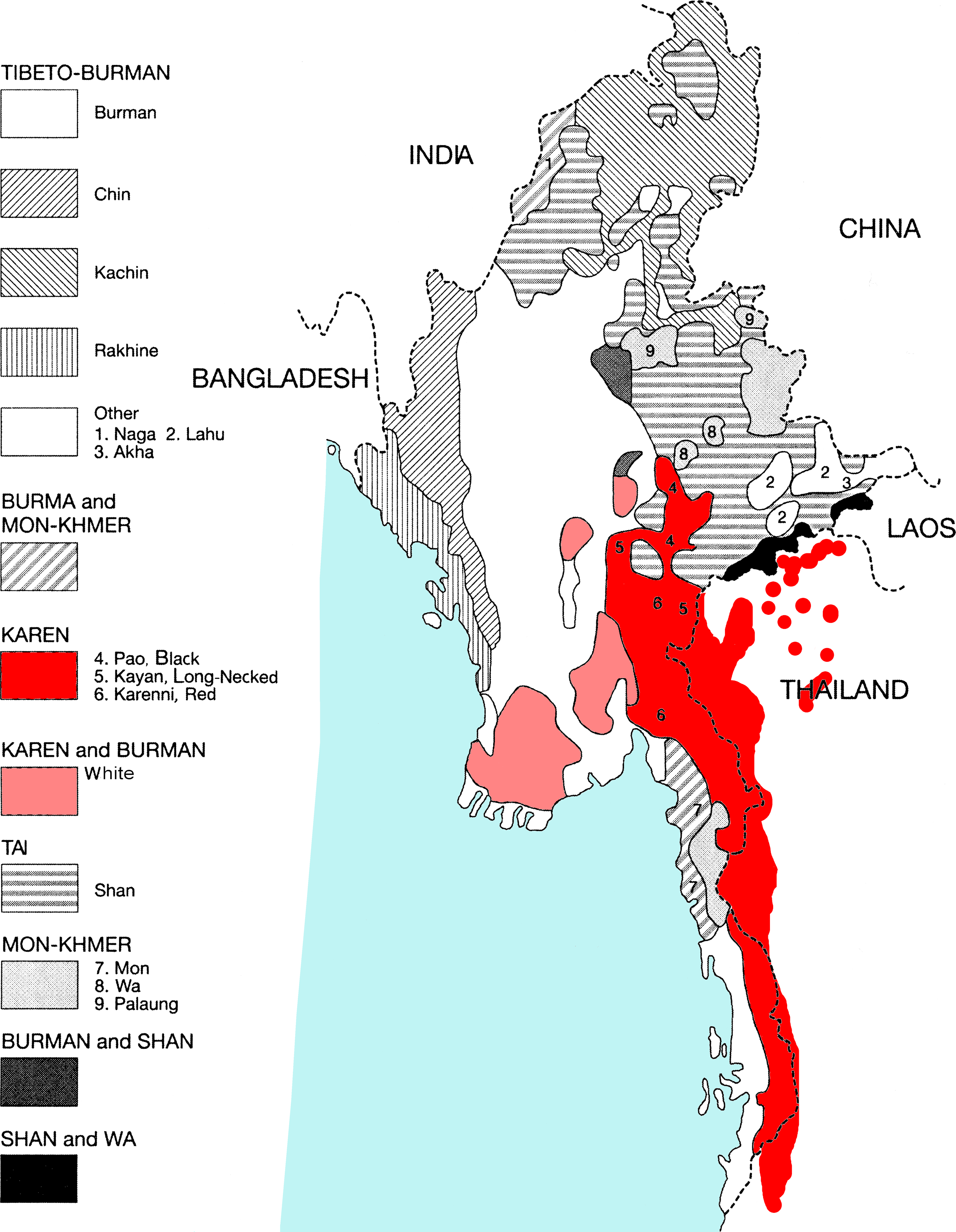
克伦族主要分布地区

克倫族（/kəjin/），亦以泰文作甲良族(กะเหรี่ยง, kariang)，是一個居住在緬甸东部及泰國西部的民族，在安达曼群岛也有少量克伦族移民，是著名的象伕民族，总人口约600万人，其中40万在泰国境内，其余在缅甸克伦邦、克耶邦和掸邦。克伦族使用的语言為属于藏缅语族的克伦语，主要通行在緬甸東部及泰國西部兩邊的克倫語略有不同，但不構成溝通障礙。
克伦族佔缅甸人口的百分之七到百分之十，在缅甸是仅次于緬族和掸族的第三大种族。缅甸官方承认的135个民族中有23个属于克倫族：
- 克伦族群的11个民族都属于克伦族，人数较多的有斯高克伦族和波克伦族，分别受缅族和孟族的不同程度的影响；
- 克耶族群的9个民族都属于克伦族，如克耶族（红克伦族，克倫尼族）；
- 掸族群的33个民族有3个属于克伦族，如巴奥族（黑克伦族）。分布于缅甸与泰国湄宏顺的巴東族也是克倫人。

在泰国的克伦族主要是斯高克伦族和波克伦族。

## 起源和歷史
传说祖先来自“流淌着沙子的河流”，当代有克伦族人认为指的有可能是隔壁沙漠或黄河上游的汉藏语系起源地。

### 英國時期
英國在三次英緬戰爭中獲勝後，緬甸於1886年被吞併成為英屬印度的一個省。浸信會傳教士於1830年開始將基督教引入緬甸，並成功使許多克倫族人改信基督教。信仰基督教的克倫族受到英國殖民當局的青睞，獲得了緬甸族多數群體無法獲得的機會，包括參軍和在立法機關任職。一些信奉基督教的克倫人開始宣稱自己與非基督徒有別的身份，許多人成為克倫民族主義組織的領導人，包括克伦民族联盟。
1881年，受過西方教育的基督教克倫族人創立了克倫民族協會 (KNA)，以代表克倫族在英國的利益。儘管克倫民族聯盟的領導層是基督教徒，但它仍試圖將來自不同地區和宗教背景的克倫族人團結成一個組織。他們在1917年印度舉行的蒙太古-切姆斯福德改革聽證會上辯稱，緬甸「尚未達到適合自治的狀態」。三年後，在對1920年克拉多克改革 (克拉多克) 提出批評後，他們在130名（擴大到132名）成員的立法會中贏得了5個席位（後來為12個席位）。直到1939年，大多數信奉佛教的克倫族才組織起來，成立了佛教克倫民族協會 (KNA)。1938年，英國殖民政府認定克倫新年為公共假日。
英國統治初期對少數民族採取「間接統治」政策，給予克倫族相當程度的自治權，並扶植許多克倫族菁英擔任殖民政府官員。克倫族接受了政策培育的洗禮、也直接激發了克倫族獨立自強的民族意識，勇於捍衛自我權益，導致他們在緬甸脫離英國獨立後，積極為追求獨立與緬族主導的政府作戰。其中，「克倫民族聯盟」是最早成立的武裝團體，於1960至1990年代帶給軍政府強大的威脅與抵抗。

### 第二次世界大戰
第二次世界大戰期間，日本佔領了該地區，克倫族和緬甸之間的長期緊張關係演變為公開戰鬥。結果，許多村莊被摧毀，並遭到日本人和幫助日本人入侵的緬甸獨立軍 (Burma Independence Army, BIA) 部隊的屠殺。受害者包括戰前內閣部長蘇佩塔（Saw Pe Tha）及其家人。後來的一份政府報告聲稱「緬甸獨立軍（BIA）的暴行」和「克倫人對英國人的忠誠」是這些襲擊的原因。在會見了由蘇塔丁 (Saw Tha Din) 率領的克倫族代表團後，緬甸獨立軍的日軍司令鈴木敬司上校進行了乾預，似乎阻止了進一步的暴行。

### 二戰後
克倫族渴望將他們佔多數的地區變成緬甸境內的一個分區或“國家”，類似於撣族、克欽族和欽族的境況。 1946年8月，蘇塔丁 (Saw Tha Din) 和苏巴吴基 (Saw Ba U Gyi) 率領的友好代表團前往倫敦，但英國政府並未支持其提出任何分離主義要求。
1980年中期，克倫族聯盟領導的克倫民族解放軍總兵力已超過5,000人，是當時緬甸國內僅次於緬甸共產黨的第二大反政府武裝團體。該組織之所以擁有這麼大的規模，除了具有一定規模的民意基礎、接受了外國（例如泰國）的援助以外，參加1988年反政府運動的學生及在1990年當選卻不被軍政府承認的國會議員，紛紛逃往克倫邦躲避軍政府追緝，使得克倫族聯盟位於馬納布羅的指揮部，在1990年代初期成為示威團體在仰光之外的重要根據地。
但這樣的榮景並不長久，軍政府以分化策略破壞克倫族聯盟內部團結，造成克倫族聯盟的勢力於1994年後土崩瓦解。
1990年，克倫族佛教僧侶蘇札納帶領數百位追隨者，預備在薩爾溫江與莫伊河的匯流處建造佛寺，但遭到克倫族聯盟阻止，因為克倫族聯盟懷疑蘇札納等人與軍政府暗中合作，建造佛寺之目的是幫助軍政府建立侵略克倫族的據點。
此次拒絕導致了兩個毀滅性的結果：其一、深化了克倫族聯盟內佛教徒與基督徒的對立；其二、為數眾多的克倫族聯盟成員加入蘇札納的組織。後來蘇札納就自立門戶，成立克倫民主佛教軍（DKBA），並於1995年與軍政府簽訂停火協議，以換取自治區域。
此後，克倫民主佛教軍並與軍政府合作，協力攻打克倫族聯盟。至此，軍政府的離間計成功。
2011年登盛上任後，緬甸政府再將矛頭轉回克倫民主佛教軍，同樣使用分化策略瓦解其勢力。當時，緬甸政府採取「以武器換和平」的手段，迫使克倫民主佛教軍在強大壓力下解除武裝，接受緬甸政府收編為隸屬政府的邊境防衛隊，但此舉引發克倫民主佛教軍內部分裂，無法接受收編的成員即由克倫民主佛教軍脫離出來，成立克倫民主仁義軍（或稱克倫民主佛教軍5旅，DKBA-5）。
2014年，登盛因此將克倫民主仁義軍視為眼中釘，並於2014年11月對其發動攻擊。其實背後目的是為擴大對薩爾溫江流域的掌控，重啟因內戰而延宕多年的漢幾大壩興建計畫。
近年來，在緬甸政府不願放棄武力、不尊重克倫族權益的情況下，克倫族聯盟強力主張緬甸成為聯邦制的民主國家，並堅持遵循首任主席蘇巴吳基提出的「四個原則」：永不投降、維持武力、要求克倫邦完全自治，及爭取克倫族政治自決權。
不過，隨著緬甸政府軍的優勢愈加明顯，克倫族武裝團體的勢力不僅受到控制，而且日漸衰退，地下游擊隊已無法決定克倫人未來的發展。

## 地理環境
克倫族主要分佈在克倫邦和克耶邦還有伊洛瓦底江三角洲地區，在孟邦、丹那沙林省、仰光省、勃固省、克耶邦等省邦也有分佈。
克倫邦為熱帶季風氣候，北面的丹島鎮屬高原地區，氣溫有所下降，屬溫帶潮濕氣候，中部和南部地區夏熱冬涼，降雨量平均為巴安177英寸，帕崩100英寸、丹洞鎮200多英寸。
伊洛瓦底江三角洲地區為亞熱帶和熱帶雨林氣候帶，流域內降雨量豐富，三角洲和北部降雨量達2000–3000mm，中有平原降雨量少，為500–1000mm.7月份降雨最多，12–3月為旱季。
克耶邦東部為高原地區，與撣邦高原相接，克耶高原北部海拔約3000英尺，南部較低，薩爾溫江從北到南穿過克耶邦，由於江水流過的地方都是高山狹谷，水流遄急，沿江有瀑布和旋渦。最有名的支流是南蚌江。撣邦的茵麗湖水流進比魯河，比魯河水則流進南蚌江，克倫邦突河的水也流進南蚌江。

## 經濟
克倫族為一個古老的民族，其經濟產業主要有以下四種：
- 手工業發展得非常早，其帷幔非常有名
- 山區的族人基本上靠著焚山開墾過生活，種植檳榔、咖啡、茶葉、各種熱帶水果自給自足。
- 平原的族人主要種植水稻維生。
- 打獵與捕魚。

## 語言
克倫族擁有自己的語言，其克倫語屬於漢藏語系藏緬克倫語支。其實克倫語及緬甸語、欽語等語言皆有一定程度的親屬關係。克倫語的語序為主謂賓結構，有聲調，是一種孤立語。克倫語有兩大方言群：當都—波方言群、帕拉奇—斯戈方言群。各方言群内部又分次方言和土语。波方言和斯戈方言是較為通用的兩大次方言。
克倫文是拼音文字，早期的克倫文分為斯戈克倫文和波克倫文两種。斯戈克倫文於1832年由美国浸禮教會傳教士喬纳森偉德博上依照缅文創立，同年他還創造了波克倫文。19世纪上半葉出现了其它8種克倫文。1962年奈温將軍上台執政後，為了解決少數民族語言混亂的現象，於1964年在帕安成立了“克倫文字搶救委員會”，該委員會針對波克倫語音韻表（字母表）作出修訂後以《克倫民族音韻表》（克倫文字母表）的名義正式規範了克倫族的文字，讓克倫族人有個依循。

## 難民營生活
約有40萬克倫族人無家可歸，12.8萬人住在泰緬邊境的難民營。根據BMC報道，“生活在這些難民營的難民中79%都是克倫族。”他們在營地裡的生活受到限制，因為他們通常不能出去，如果他們出去，泰國警方可能會逮捕他們。克倫族難民的就業機會稀缺且風險較高。前難民阿瓦 (Hla Wah)表示：“沒有工作 [...] 所以如果成年人想工作，他們必須悄悄離開，以免被泰國警方抓住。”阿瓦是克倫族難民，她住在難民營裡，在那裡上學並幫助家人，因為她的父母想出去工作，但收入不高。由於父母沒有錢給她的九個兄弟姐妹買食物，所以阿瓦患有營養不良。
難民營內有完善的治理體系，由聯合國和其他捐助者提供資金。克倫難民委員會在泰國政府的領導下負責難民營的日常管理，泰國政府負責守衛難民營的出入口。營隊內有完善的教育體系，可供兒童至高中階段學習。有些難民營設有克倫難民委員會教育實體所組織的大學課程。

## 宗教

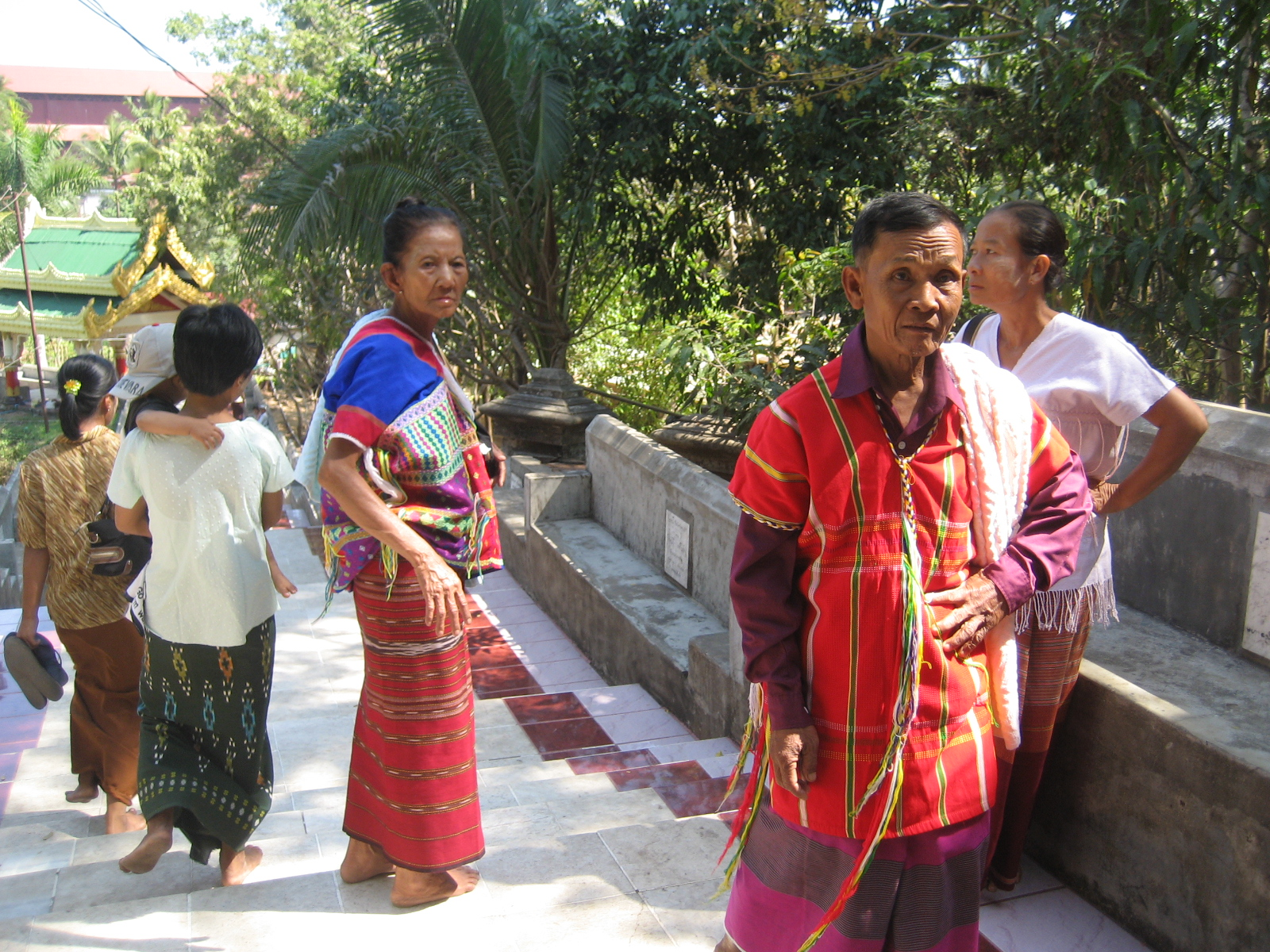
仰光Ngahtatgyi塔的克倫族朝聖者

大部分克倫人是上座部佛教教徒，也信奉泛靈論，而約有15%至30%的克倫人是基督徒。說波克伦语的低地克倫人傾向於較正統的佛教徒，而說斯高語的高地克倫人則傾向於信奉強烈泛靈論信仰的非正統佛教徒。其宗教信仰與經濟發展程度有很大的關係。

### 泛靈論
克倫人的泛靈論信仰是指ကလၤ k'lar（靈魂），即體現每個人的三十七個靈魂。人們相信，不幸和疾病是由游離在外的k'lar造成的，當所有三十七個k'lar離開身體時，死亡就發生了。

### 佛教
克倫族的佛教徒最多，約佔克倫族總人口的65%。佛教的影響來自於孟族，孟族在18世紀中葉之前一直在下緬甸佔據主導地位。信奉佛教的克倫族主要分布在克倫邦、孟邦、仰光、勃固和德林達依地區。大部分克倫族村莊都有佛教寺院，寺院是社區生活的中心。布施等福德活動是克倫族佛教生活的中心。
佛教在17世紀後期傳入說波克伦语的克倫族，位於Zwegabin山頂的耶達貢寺成為克倫語佛教文獻的主要中心。在整個1800年代，由克倫佛教minlaung叛亂分子領導的許多千禧教派相繼成立。有兩個教派，Telakhon (或Telaku) 和Leke，成立於1860年代。Telaku教派創立於Kyaing，被視為佛教派别，混合了神靈崇拜、克倫族習俗和對未來佛陀彌勒菩薩的崇拜。Leke教派創立於薩爾溫江西岸，不再與佛教有任何關聯 (因為信徒並不崇拜佛教僧侶)。
信徒們相信，如果他們能維持道德實踐（遵循解脫道和戒律），未來的佛陀就會再臨地球，他們奉行素食主義，在星期六舉行法會，並建造獨特的佛塔。在過去的一個世紀中，出現了幾個正統和非正統的佛教社會宗教運動。Duwae是一種起源於泛靈論的佛塔崇拜。

### 基督教
吳諾 (Tha Byu) 是1828年第一位皈依基督教的人，由 George Boardman 牧師施洗，他是美北浸礼会外方傳教會 (American Baptist Foreign Mission Society) 創辦人阿多奈拉姆·贾德森 (Adoniram Judson) 的助手。今天，這裡有屬於天主教會和各種新教教派的基督徒。一些最大的新教教派是浸礼宗和基督復臨安息日會。
在克倫族中流行著一個傳說，預言一本遺失的書將由一位 「白人兄弟 」送回。當第一位美國浸信會傳教士將《聖經》帶給克倫族時，這個預言被認為已經實現，但這個傳說可能起源於十九世紀。
除了正統的基督教之外，有些自稱是基督徒的人也將泛靈論的元素與基督教融合在一起。伊洛瓦底江三角洲的克倫族大多信奉基督教，而佛教徒主要集中在克倫邦和周邊地區。據估計，目前約有15%至20%的克倫族人自稱是基督徒，而美國約有90%的克倫族人都是基督徒。但其他估計認為克倫族基督徒人口高達30%。

## 習俗
克倫族是一個非常重視繁衍的民族，對於孕婦的照顧，可謂是無所不用其極，斯戈克倫人常給孕婦泡一種黃色的鳥窩湯喝。一些地方在孕婦產前要請七名老嫗準備七把米飯、一杯水、一些香蕉、粽子、七根紗線為孕婦收魂，還在孕婦的手鐲上綁七條線避災。
其生產禁忌也很多，例如為了能順利地產下嬰兒，孕婦會有許多禁忌：包括不能洗澡、不能參加婚禮、不能參加葬禮、不能縫枕頭、不能關院子大門、不能摘果實、不能殺生、不能看月蝕等等。

### 腳註
1. ↑  . joshuaproject.net. Joshua Project.   [7 February 2021]. （原始内容存档于2021-03-03）.
2. ↑  . Worldatlas.com. Reunion Technology.   [2021-04-10]. （原始内容存档于2021-02-06）.
3. ↑  . Australian Karen Foundation.   [4 February 2021]. （原始内容存档于2021-03-01）.
4. ↑  .   [25 February 2020]. （原始内容存档于24 July 2020）.
5. ↑   (PDF). dss.gov.au.   [28 June 2017]. （原始内容 (PDF)存档于30 December 2016）.
6. ↑  , Statistics Canada, 8 February 2017  [2021-04-10], （原始内容存档于2021-03-10）
7. ↑  . （原始内容存档于27 January 2015）.
8. ↑  Maiti, Sameera. .
9. ↑  見Lyons, Melinda.  (PDF). 2015-01-12  [2015-02-29]. （原始内容 (PDF)存档于2015-02-16） （英语）. ，第三版的第四項表示ISO拒絕了泰國西部克倫語成為獨立語言的申請。
10. ↑  Radnofsky, Louise. . The Guardian (London). 2008-02-14  [2008-03-08]. （原始内容存档于2012-11-11）.
11. ↑  . Myanmar.com. May 2006 (last update)  [28 February 2011]. （原始内容存档于2010-12-31）.
12. ↑  Zhang; et al. (2019). "Phylogenetic evidence for Sino-Tibetan origin in northern China in the Late Neolithic". Nature. 569 (7754): 112–115. Bibcode:2019Natur.569..112Z. doi:10.1038/s41586-019-1153-z. PMID 31019300. S2CID 129946000.
13. ↑  Gravers, Mikael. . Gravers, Mikael  (编). . Copenhagen: Nordic Institute of Asian Studies. 2007: 228. ISBN 978-87-91114-96-0. An estimated 15-20 percent of Pwo and Sgaw Karen are Christian [...] historical confrontation of Buddhism and Christianity which was a crucial part of the colonial conquest of Burma. This confrontation, which began with Christian conversion in 1830, created an internal opposition among the Karen.
14. ↑  Silverstein, Josef.  (PDF). khamkoo: 16.   [28 June 2017]. （原始内容存档 (PDF)于28 June 2017）.
15. ↑  Ardeth Maung Thawnghmung, The "Other" Karen in Myanmar: Ethnic Minorities and the Struggle without Arms (UK: Lexington Books, 2012), 29.
16. 1 2  Smith, Martin. . London and New Jersey: Zed Books. 1991: 50–51,62–63,72–73,78–79,82–84,114–118,86,119.
17. ↑   (PDF). Karen Heritage.   [11 January 2009]. （原始内容 (PDF)存档于19 March 2009）.
18. 1 2  Cook, Tonya L.; Shannon, Patricia J.; Vinson, Gregory A.; Letts, James P.; Dwee, Ehtaw. . BMC International Health and Human Rights. 8 April 2015, 15: 8. PMC 4414007 . PMID 25881236. doi:10.1186/s12914-015-0046-y .
19. ↑  . Multnomah County. 21 August 2015  [28 June 2017]. （原始内容存档于8 January 2017）.
20. 1 2 3 4 5 6 7  Hayami, Yoko.  (PDF). The Journal of Asian Studies. 2011, 70 (4): 1083–1105  [25 September 2019]. JSTOR 41349984. S2CID 52888240. doi:10.1017/S0021911811001574. hdl:2433/152402. （原始内容存档 (PDF)于25 September 2019）.
21. ↑  Andersen, Kirsten Ewers. . The Scandinavian Institute of Asian Studies. Copenhagen. 1978  [14 April 2012]. （原始内容存档于1 May 2012）.
22. ↑  Thawnghmung, Ardeth Maung. . Lexington Books. 2011. ISBN 978-0-7391-6852-3.
23. ↑  . （原始内容存档于27 April 2011）.
24. ↑  . （原始内容存档于7 July 2012）.
25. ↑  Kaloyanides, Alexandra. . Columbia University Press. 2023: 24  [2 October 2023]. ISBN 9780231553315. （原始内容存档于31 December 2023）.
26. ↑  . （原始内容存档于28 January 2012）.

### 其他
- 《緬甸政府與少數民族之互動探析──以克欽族、撣族、克倫族、羅興亞族為例》，司徒宇、顧長永，2015‧09

## 外部連結
- the Karen people of Burma （页面存档备份，存于）
- S'gaw Karen Grammar （页面存档备份，存于）
- S'gaw Karen Dictionary （页面存档备份，存于）
- S'gaw Karen Bible （页面存档备份，存于）
- Karenvoice.net, shares the information of Karen interacting in the world from the past, struggling in Burma in the present and transiting in the world again in the future
- Karens Around the World Unite.
- Karen Human Rights Group （页面存档备份，存于）, a new website documenting the human rights situation of Karen villagers in rural Burma
- Kawthoolei （页面存档备份，存于） meaning "a land without evil", is the Karen name of the land of Karen people. An independent and impartial media outlet aimed to provide contemporary information of all kinds — social, cultural, educational and political
- Free Burma Rangers （页面存档备份，存于）, website of NGO that provides humanitarian assistance to Internally Displaced People
- Index of IRF reports on Burma 2001-5
- Kwekalu literally "Karen Traditional Horn", the only online Karen language news outlet based in Mergui/Tavoy District of Kawthoolei
- Karen Women's Organization
- Karen Audio Bible